# Мирская батлейка
Мирская батлейка — белорусский народный театр кукол, который был возрожден и существует в г. п. Мир.

## Из истории батлейки
Самому явлению батлейки предшествовала принесенная на белорусские земли католическими монахами традиция рождественских мистерий с выставлением неподвижных фигур в костелах, иллюстрирующих Рождение Христа. Одним из свидетельством тому можно считать старую «батлейку», которая была найдена на чердаке Францисканского костела г. Гродно. Уникальность в том, что она обеспечена электрическим механизмом, который был создан в 60-е годы XX века настоятелем костела Аркадием Вольтосом. Все деревянные фигурки были «живые»: они не только двигались по кругу, но и поворачивались, поднимали руки, делали движения головой, стучали в барабан, играли на скрипке. Сейчас механизм вертепа работает частично. Фигурки на вращающемся деревянном круге остаются неподвижными, периодически пытаясь делать слабые движения. Каждая батлеечная кукла, вырезанная из дерева и раскрашенная красками, имеет свой яркий наряд. Однако даже с частично восстановленным механизмом батлейка во Францисканском костеле впечатляет как гродненцев, так и туристов, приезжающих в Гродно на новогодние и рождественские праздники. Здесь можно увидеть шалашик с яслями и младенцем Иисусом, склонившимся над ним Марию и Иосифа. Рядом множество животных, пастушки и пришедшие на поклон три Короля, артисты и музыканты. Всю батлейку освящает Вифлеемская звезда, которая находится на потолке костела
В XVI веке традиционные храмовые представления вышли за стены костелов в виде батлейки: ящики с подвижными куклами. Они органично вплелись в празднично-обрядовый быт белорусских мещан. Это и не удивительно, ведь рождественские праздники у белорусов имели богатое самобытное наследие в виде, прежде всего, рождественских кантов, либо по простому «колядок» и целых представлений колядовщиков. К такому сочетанию евангельского сюжета и элементов народного фольклора долгое время крайне негативно относились как католическая, так и православная церковь, считая такую интерпретацию рождения Христа еретической. Поэтому батлейка на белорусских землях довольно быстро выходит из-под влияния церкви и становится ответвлением народного театра «живого актера», имевшего определенные региональные особенности.
На территории Беларуси определялось несколько типов батлеечного театра: — одноэтажные (панорамные); — двухэтажные с куклами, которые двигались; — двухэтажные с башней; — батлейки по принципу теневого театра; — батлейки с прозрачными декорациями, которые менялись во время спектакля;- батлейки — «звезды» из всех вышеуказанных видов батлейки наиболее распространенной была двухъярусная батлейка с простыми декорациями и куклами на прутках или шпеньках.
Значительный упадок батлеечных представлений на территории нашей страны наблюдался с конца XIX века. Но еще в начале XX века проводились представления в Минске (1915 год), Докшицах, Молодечно, Мире и других населенных пунктах Новогрудского уезда (20-30-е годы). Согласно исследованиям Натальи Михайловны Савчук, изучающей развитие белорусской батлейки, одно из последних батлеечных представлений проводил в Москве на Всероссийской промышленной выставке в 1923 году мирский батлейщик Матей Барашко с сыном Илларионом. Последние же представления батлейки прошли в конце 50-х начале 60-х годов XX века в Мире и на Случчине.

## Описание мирской батлейки
Батлеечные представления, бытовавшие в начале XX века в Мире, устраивались в двухъярусном ящике с простыми декорациями и куклами на прутках или шпеньках. Известно, что в Мире и регионе представления батлейки начинались с 24 декабря, накануне католического праздника Рождества Христова и длились вплоть до 19 января, когда православные праздновали Крещение Господне.
Рождественские батлеечные представления были основаны на новозаветном сюжете Рождества Христа, но в отличие от других батлеечных деяний в Беларуси, представления мирской батлейки были полностью стихотворны.
Сюжет классического батлеечного деяния «Царь Ирод» В мирской батлейке имеет две интерпретации (деяния «Дары» и «Рождественская»), каждая со своим нравственно-духовным смыслом.
Сохраняя традиционное разделение уровней ящика на верхний ярус — «небо» и нижний ярус — «землю», персонажи-куклы черта и, реже, смерти, находились вне дверей ящика, как бы за пределами Вселенной и появлялись на «земле» лишь при нарушении их человеком Божественных заветов, что также характерно только мирской батлейке.
Представления батлейки проводились в Мире по домам мещан и занимали около получаса времени.
Батлейщики предварительно ставили закрытую батлейку на стол и завешивали ее занавеской. После входили в дом и начинали поздравление с разрешения-напутствия хозяину, хозяйке с обязательным исполнением местного канта «а на небе луна да зори…». После батлеечного действия батлеи исполняли кант «небо днесь ликует …». Деньги за представление батлейщики брали заранее, при договоре.
Особенным было и использование батлеями полотенец, как элементов личного убранства. Полотенца перевязывались наискосок, с плеча на пояс и символизировали ангельское благовестие о рождении Христа, перекликаясь с элементом араром, принадлежавшим к убранству диаконов в церкви.
Характерным для мирской батлейки было представление во время Филиппового поста, когда в мире в декабре проводилась Николаевская ярмарка.
Именно в это время, начиная с 1916 года, батлеи устраивали деяние «Солдат и черт», созданное на память о земляках, участвовавших в Первой мировой войне. Такая традиция характерна только для батлейки династии Силко из Мира.

## Возрождение батлейки в г. п. Мир
По воспоминаниям местных жителей Евгении Васильевны Заяц, Александра Семеновича Шпака, Владимира Владимировича Лабазы, живших в конце 90-х годов XX века, в местечке Мир были хорошо известны батлеечники Силко. Эти свидетельства дали толчок возрождению батлейки учащимися и педагогами в Мирском художественном профессионально-техническом училище № 234. У истоков этой реконструкторской деятельности стояли художники-реставраторы Галина Петровна Жаровина, Анна Альбертовна Выгонная, Элеонора Ивановна Ляхнович, Иван Иванович Карп, Михаил Николаевич Шапиленко. Под их руководством и при их непосредственном участии был создан цикл батлеечных спектаклей «Радзивилиада» о магнатах Радзивиллах, владельцах мирских земель и выдающихся меценатах своего времени.
С 2010 года участники мирской батлейки активно занимаются реконструкцией батлеечных представлений мирских батлеечников Силко. Особенно заинтересовали воспоминания Надежды Бычко и Владимира Лабазы о батлеечных представлениях во время Филиппового поста, которые косвенно подтвердились воспоминаниями людей, приезжавших на мирскую Николаевскую ярмарку (на «Зимнего Николая» в день памяти св. Николая Чудотворца — 19 декабря). Так выяснилось, что батлеечник со своей повозкой стоял на площади и приглашал увидеть «батлею», которая проводилась «… в доме, недалеко от Блёхового дома» (Блёх — фамилия знаменитого мирского мастера-строителя). Вместе с вышеупомянутым описанием местная жительница Надежда Бычко пересказала сюжетную линию еще одного представления под названием «Солдат и черт». Толчком к созданию этого деяния стали трагические события Первой мировой войны. Так были определены главные герои-персонажи батлейки: Солдат, Ангел, Черт, Смерть, Нищенка, Ростовщик и основная линия сюжета: солдат идет домой и беспокоится о том, как ему жить после того, как он губил человеческие жизни. Его успокаивает Ангел, а Черт похваляется Смерти, что получит эту грешную душу. Но Солдат спасает себя через помощь Нищенке и Ростовщику.
В ходе реконструкции проявилось интересное явление использования в батлейке разных языков для характеристики сословной и этнической принадлежности персонажей, что соотносилось с традициями классической батлейки. Одновременно были определены черты определенной обрядности в батлеечных представлениях Силко, которые перед представлением имели обыкновение поздравления хозяина и хозяйки с Рождеством. Этот обычай включал в себя приветственные и прощальные поздравительные песни с благословениями хозяев. Более того, по воспоминаниям Евгении Заяц и Владимира Лабазы, была отмечена традиция одевания полотенец батлеечниками, как символов ангелов, что очень близко перекликается с элементами диаконского облачения, лентами-арарами, символами ангельского благословения в христианской церкви.

## Мирская батлейка после реконструкции
По завершении этой реконструкторской работы зрительский успех первого представления в апреле 2014 года, дал понять, что эта батлеечная постановка имеет право на жизнь в батлеечном ящике. Это подтвердилось затем наградами 3 Международного фестиваля кукольных театров «Нябёсы» (2016 г.), регионального фестиваля «Волшебный мир батлейки» (2016 г.), открытого республиканского благотворительного фестиваля «Мирный фестиваль в Мирском замке» (2016 г.)
Реконструкторская и просветительская деятельность народного театра «Батлейка» были отмечены в январе 2017 года дипломом Российского центра науки и культуры за воспитание молодежи в традициях славянской культуры, а в январе 2018 года — Дипломом 5 Международного фестиваля кукольных театров «Нябёсы» (г. Минск).
В апреле 2019 года проект коллектива театра «Батлейка» по реконструкции и возрождению мирской батлеечной школы, стал финалистом конкурса «Наследие в действии», организованного белорусским комитетом ICOMOS, и был отмечен в числе лучших культурных проектов, направленных на сохранение и использование историко-культурного нематериального наследия.
На сегодняшний день реконструкторская работа, которая ведется участниками театра «Батлейка», ярко показывает значительный потенциал использования достояний народной культуры в деле возрождения наследия малой родины, о чем ярко свидетельствует популярность мастер-классов, что проводит театр, востребованность аутентичного наследия при организации и проведении мероприятий различного уровня («День письменности и печати», «Дожинки», «Ночь музеев», «День родного языка»).
Театр представил результаты реконструкторской работы на научных конференциях: по поликультурному воспитанию молодежи (Минск, 2018 г.), по использованию разнообразных средств воспитания в воскресных школах Новогрудской епархии (2018 год, г. Новогрудок), научно-практической конференции учащейся молодежи «от истоков — к добру» (2018 год, г. Гродно).